# アダムとイヴ (クラナッハ)
『アダムとイヴ』（伊: Adamo e Eva、英: Adam and Eve）は、ドイツ・ルネサンス期の画家ルーカス・クラナッハ (父) が1528年に板上に油彩で制作した1対の絵画で、画家50代半ばの円熟期の作品である。フィレンツェのウフィツィ美術館に所蔵されており、1998年に修復を受けた。
この1対の絵画は、早くも1688年からトスカーナ大公国のコレクションにあり、18世紀初頭以来、ウフィツィ美術館に所蔵されている。フィリッポ・バルディヌッチは作品をアルブレヒト・デューラーに帰属したが、1784年の目録でクラナッハに帰属された。

## 作品

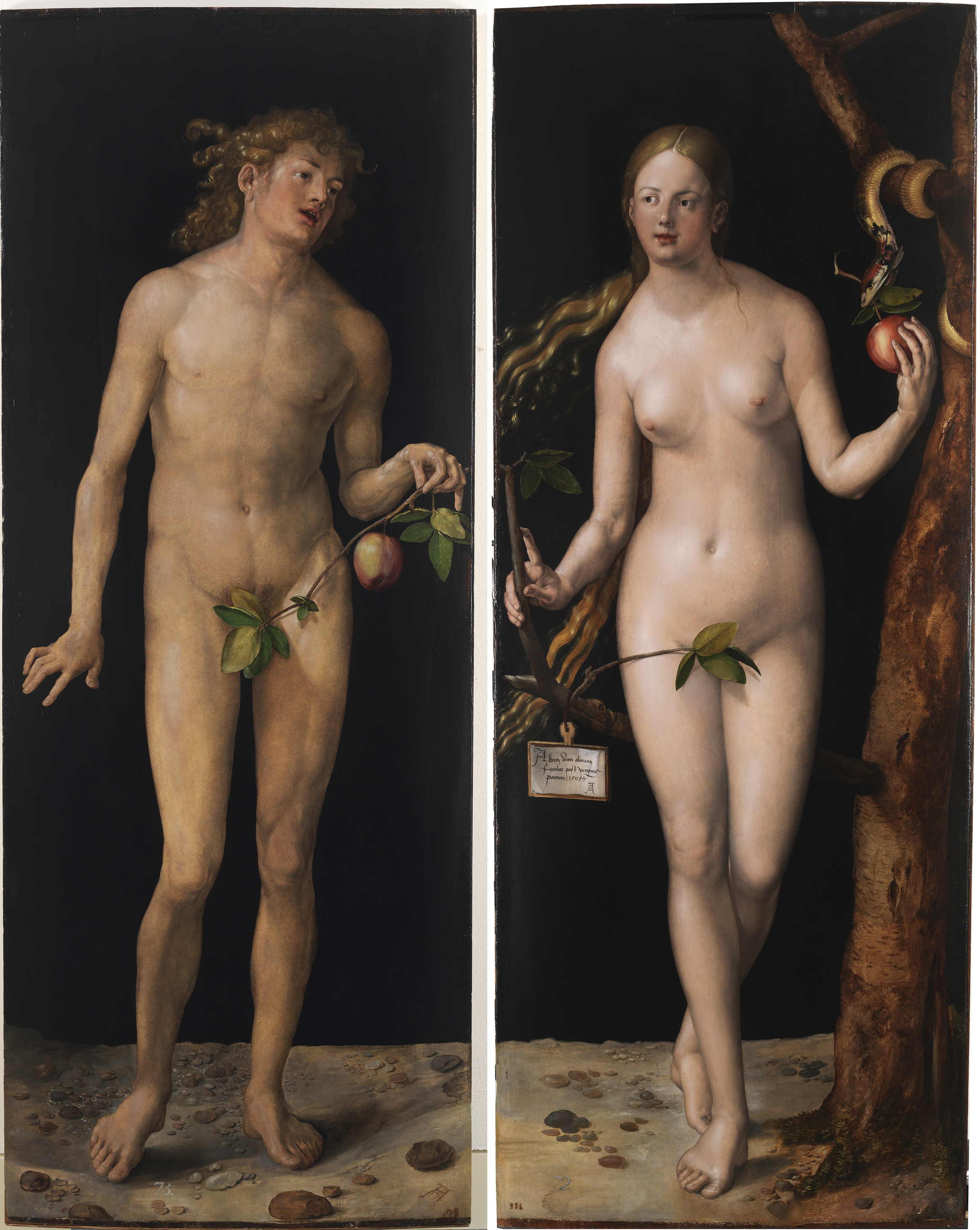
アルブレヒト・デューラー『アダムとイヴ』 (1507年)、プラド美術館、マドリード

アダムとイヴの主題はデューラーの解剖学研究を促進し、それは現在、プラド美術館にある彼の大きな『アダムとイヴ』に結実した。これら2枚のパネル画は、ドイツの画家による最初の等身大の裸体画であった。ウィーン滞在中に、クラナッハはデューラーと親しかった人文主義者たちのいくつかのグループと親交を深め、その影響により1510年に自身初の、デューラーの作品より小さい『アダムとイヴ』 (ワルシャワ国立美術館) を手掛けた。
『旧約聖書』の「創世記」 (3章) によると、人類の祖先アダムとイヴはエデンの園で平和に暮らしていた。しかし、ある時、ヘビがイヴをそそのかし、神に食べてはいけないと禁じられていた「知恵の樹」の実を食べ、アダムにも与えてしまう。これが「堕罪」である。2人の行いを知った神は怒って、エデンの園から追放した。
ウフィツィ美術館所蔵の『アダムとイヴ』は、2枚の別々のパネルにアダムとイヴが描かれている。彼らは暗い背景の中、かろうじて見える地面に立ち、2人とも生殖器を覆う小枝を持っている。イヴは伝統的なリンゴを持ち、ヘビが頭上の知恵の樹から彼女のところにやってきている。アダムは自身の右の頭頂部を手で掻いている。
クラナッハは理想の人体像に固執し、プロポーションに細心の注意を払って描いている。しかし、デューラーに学びつつも、自身の理想とする女性のイメージを自由に追求している。本作には独自の蠱惑的な造形が見られ、イヴの姿は官能性の漂う優美な表現となっている。

## 大衆文化との関連
美術史美術館所蔵の『アダムとイヴ』は、ドイツの連続テレビドラマ『ダーク』に取り上げられ、エリット・ルックス (Erit Lux) カルト教団の本部に展示されていた。

## 同主題作
クラナッハによる同主題の絵画はほかにもあり、1枚の中にアダムとイヴを描いているものもあれば、別々の2枚に描いているものもある。それらの作品は、ウィーンの美術史美術館、ロンドンのコートールド美術館、ライプツィヒ造形美術館、シカゴ美術館などに所蔵されている。

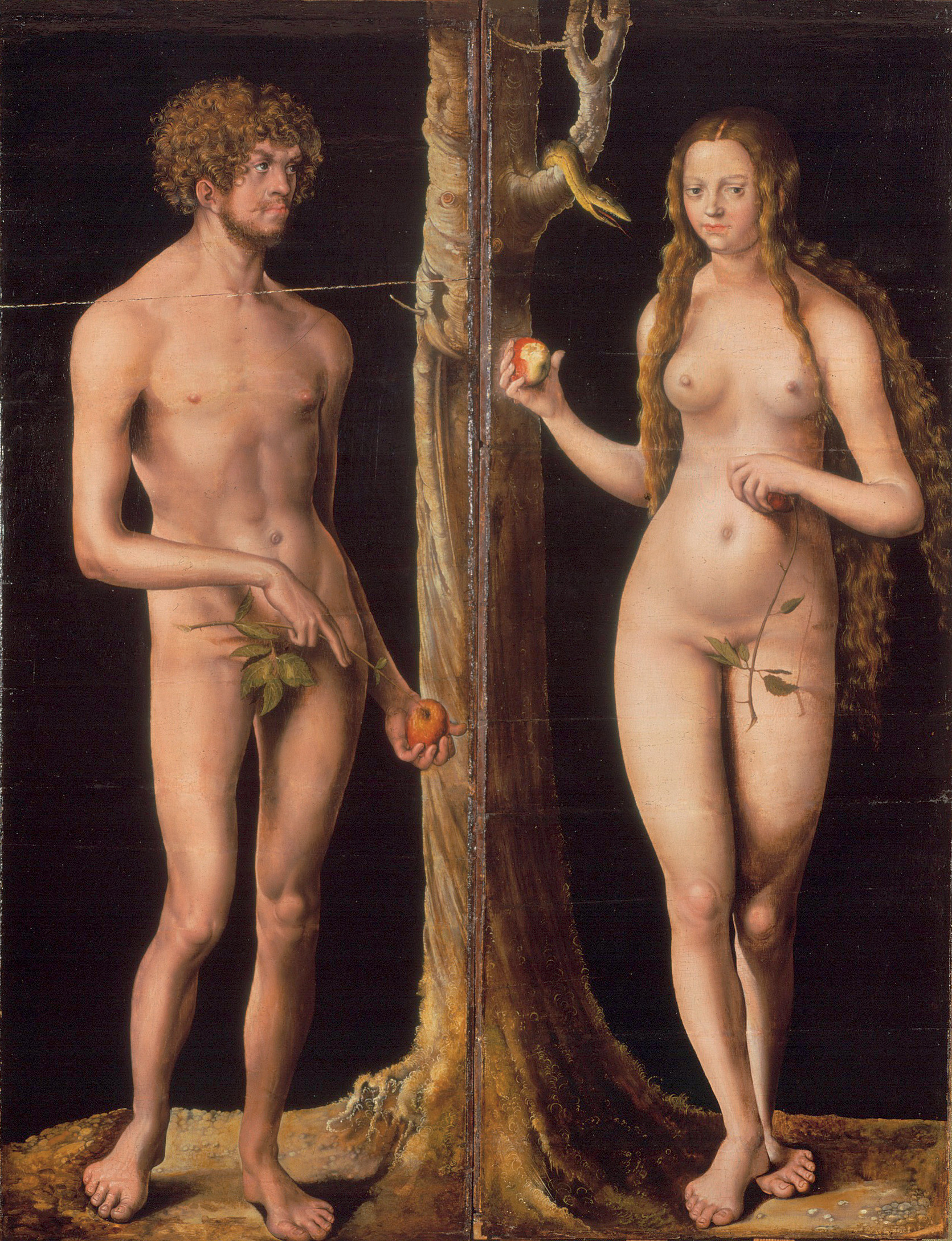
ブザンソン美術館、1508–1510年
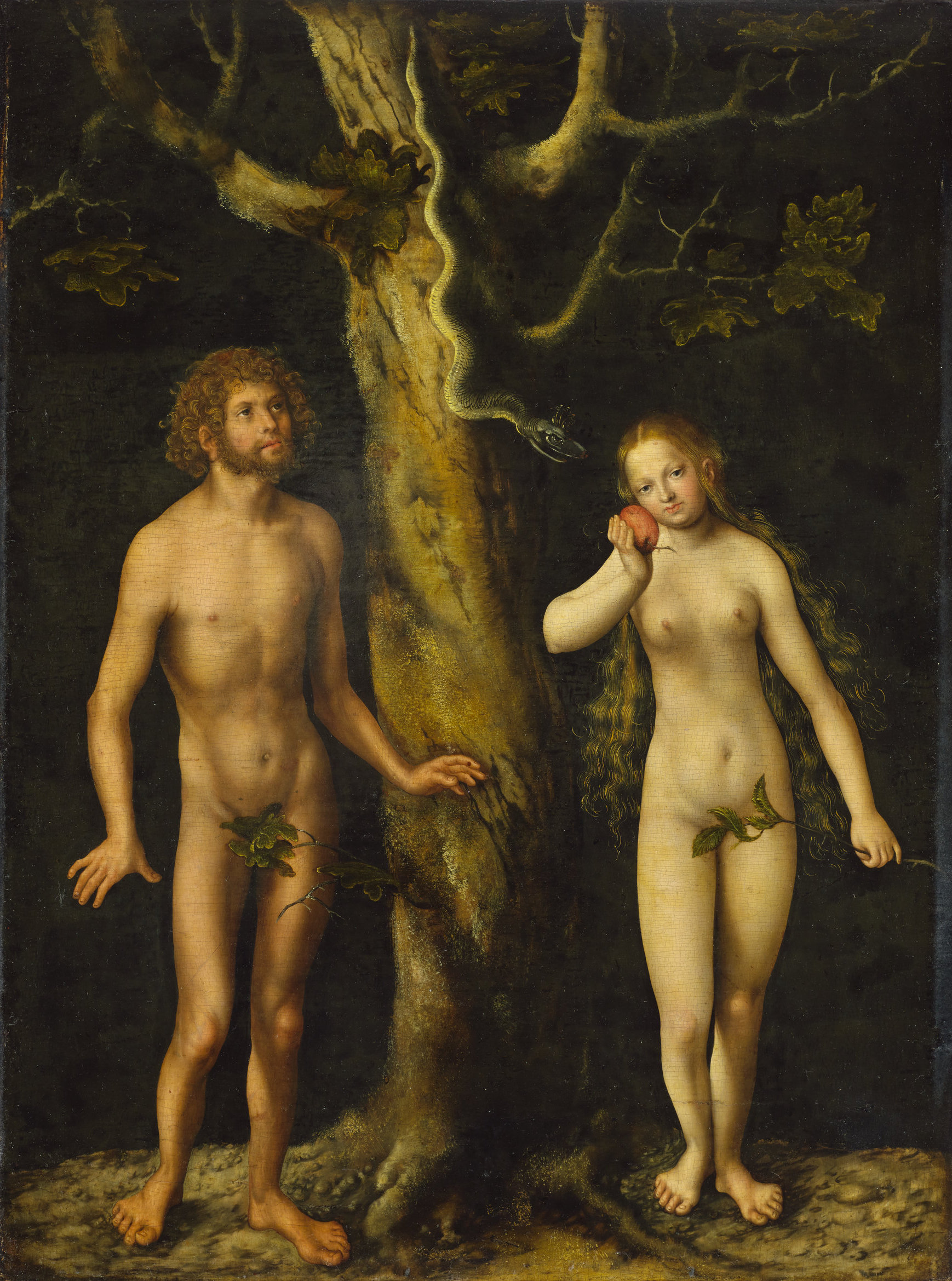
ワルシャワ国立美術館、1510年
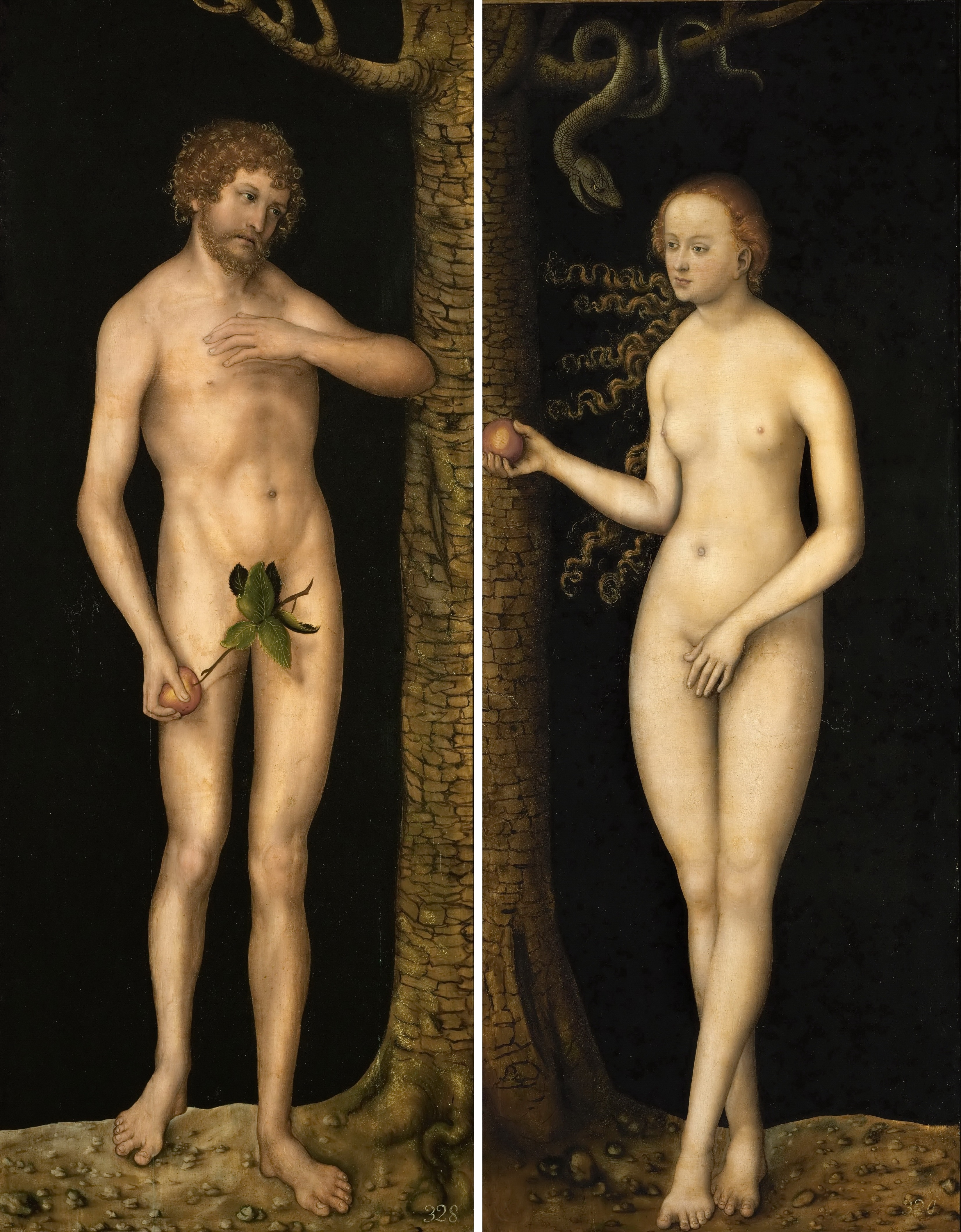
美術史美術館 (ウィーン)、1510-1520年ごろ
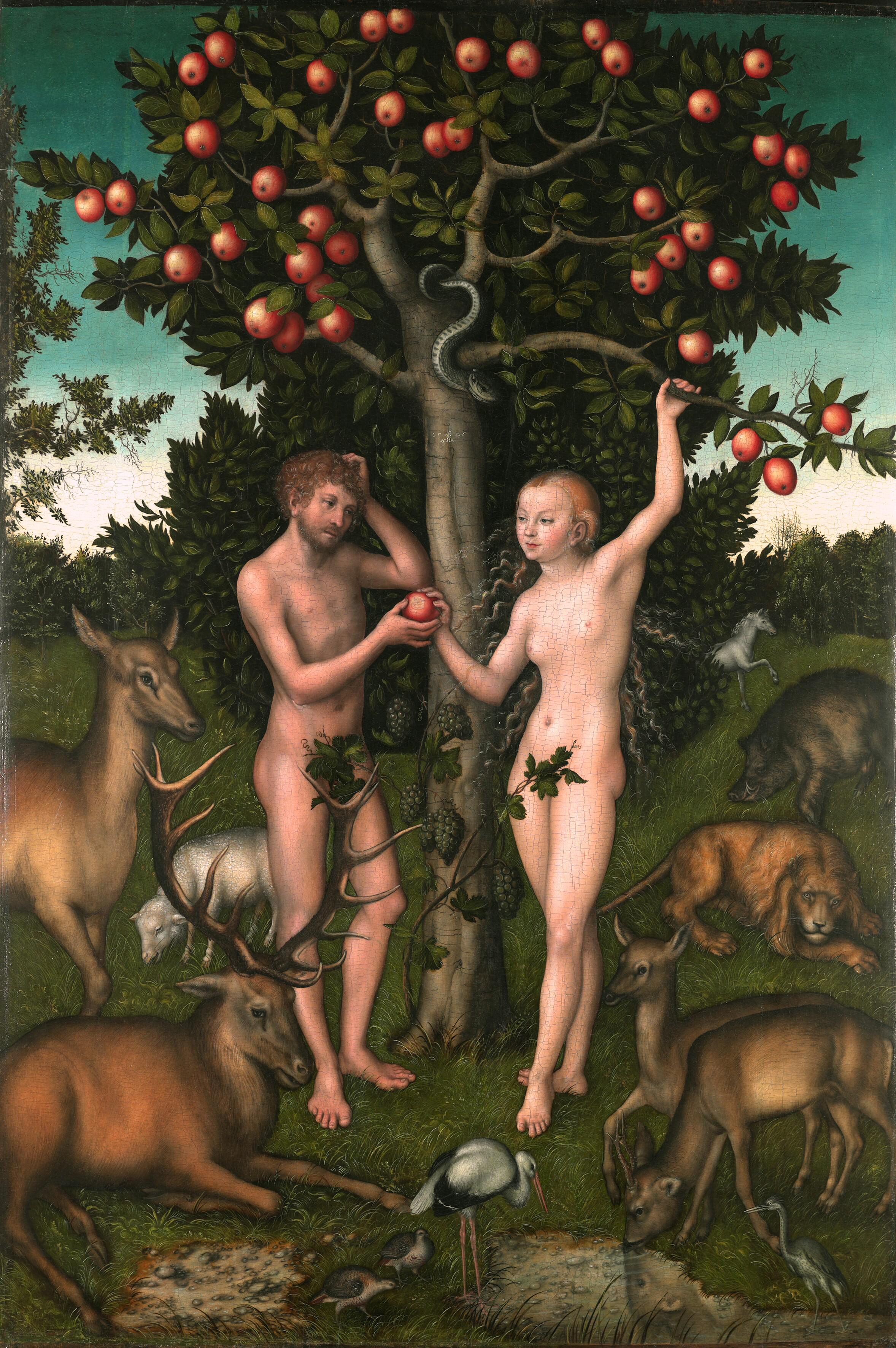
コートールド美術館 (ロンドン)、1526年
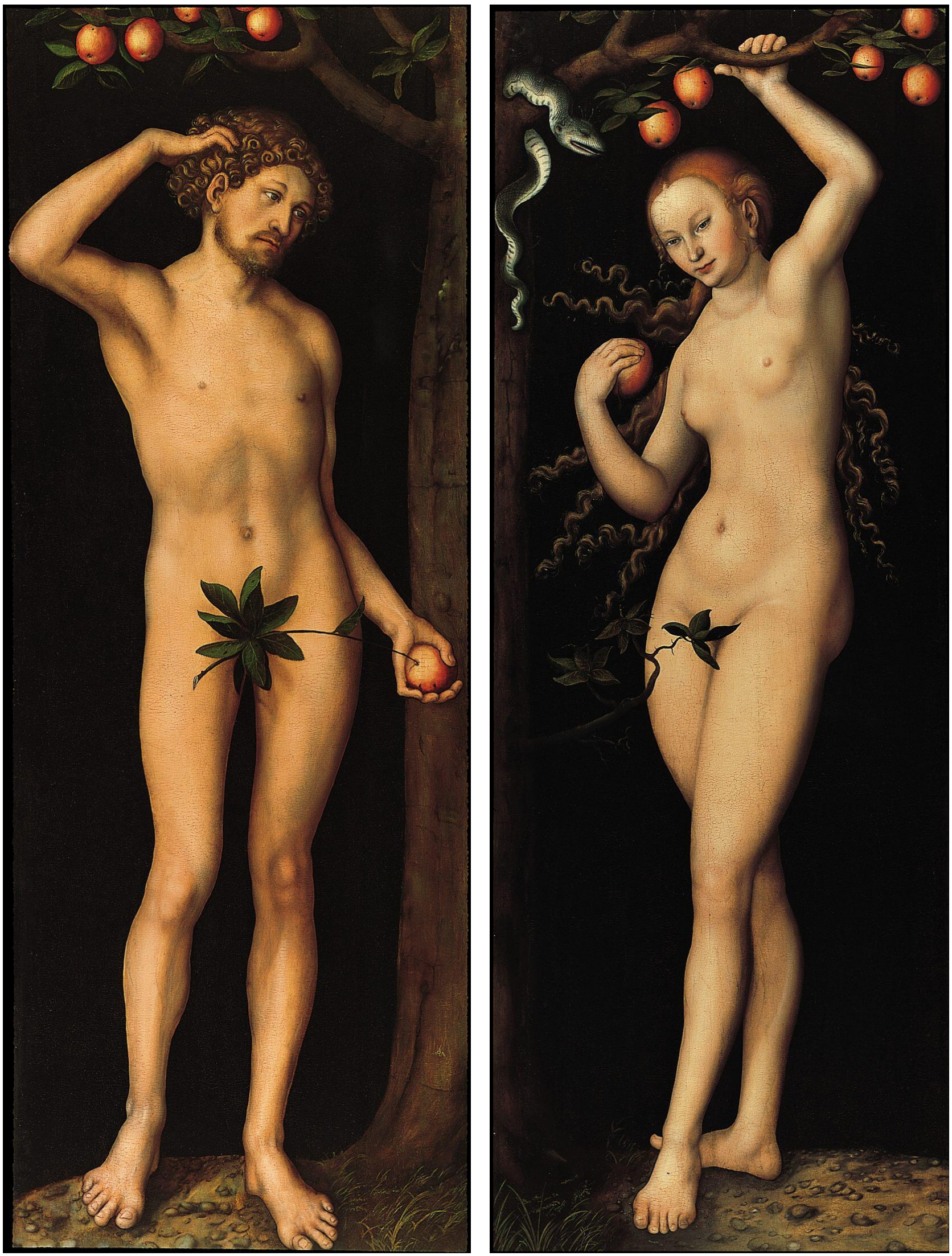
ノートン・サイモン美術館 (パサデナ)、1530年
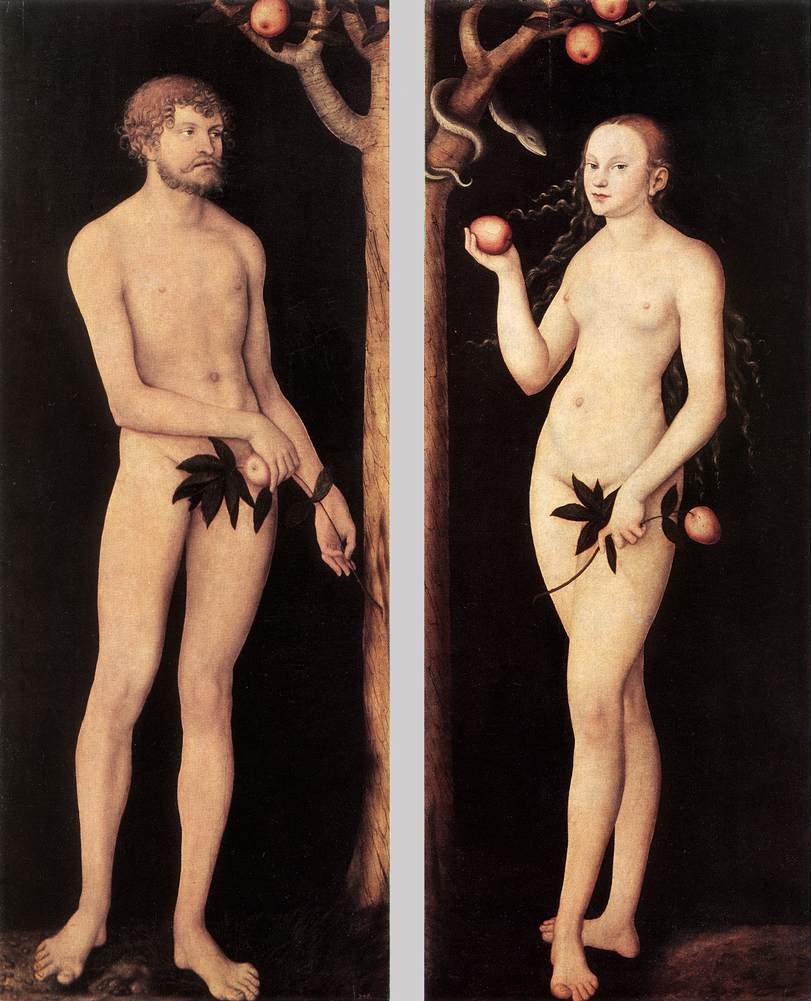
アルテ・マイスター絵画館 (ドレスデン)、1531年
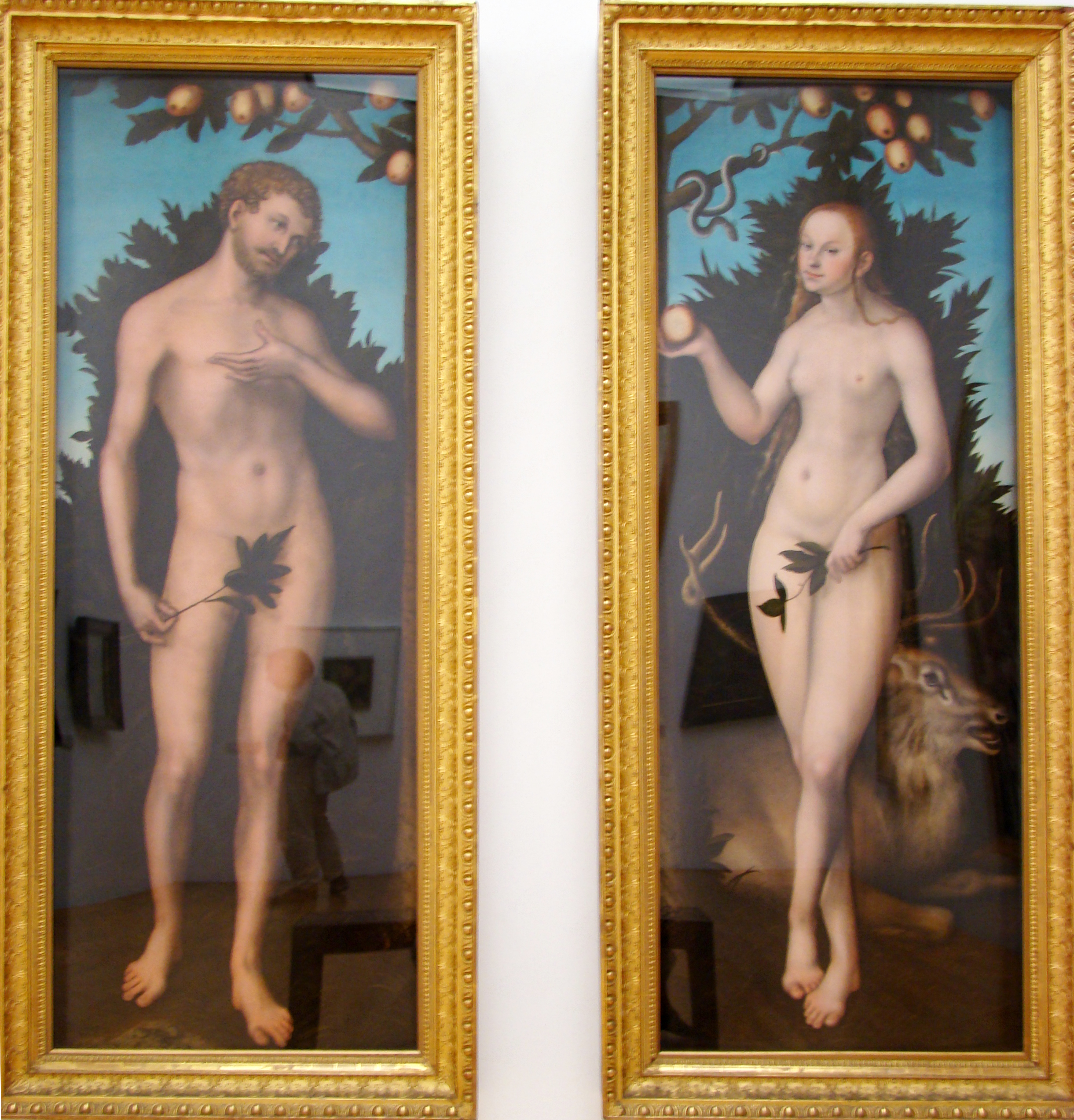
ライプツィヒ造形美術館、1533年
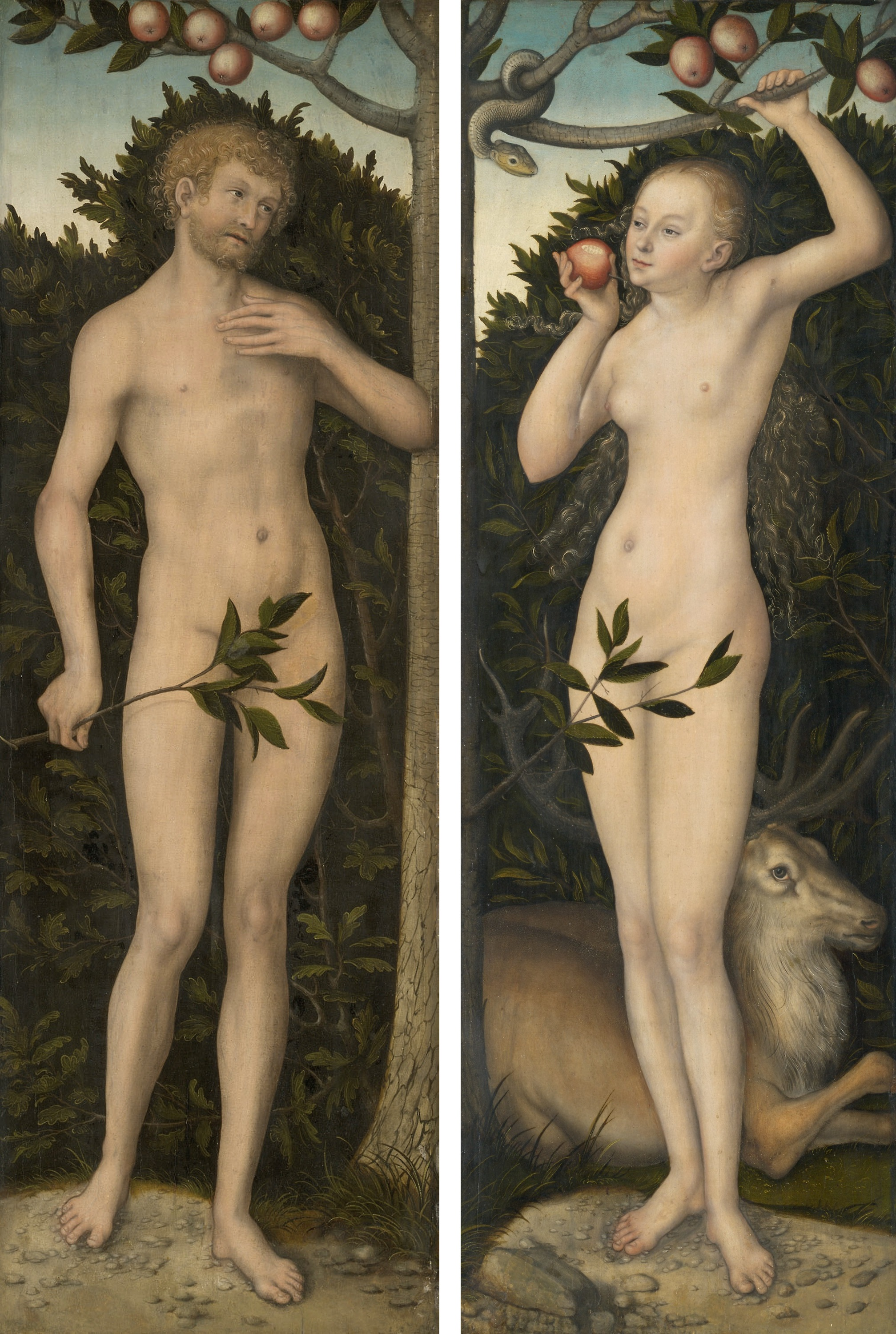
シカゴ美術館、 1533–1537年ごろ
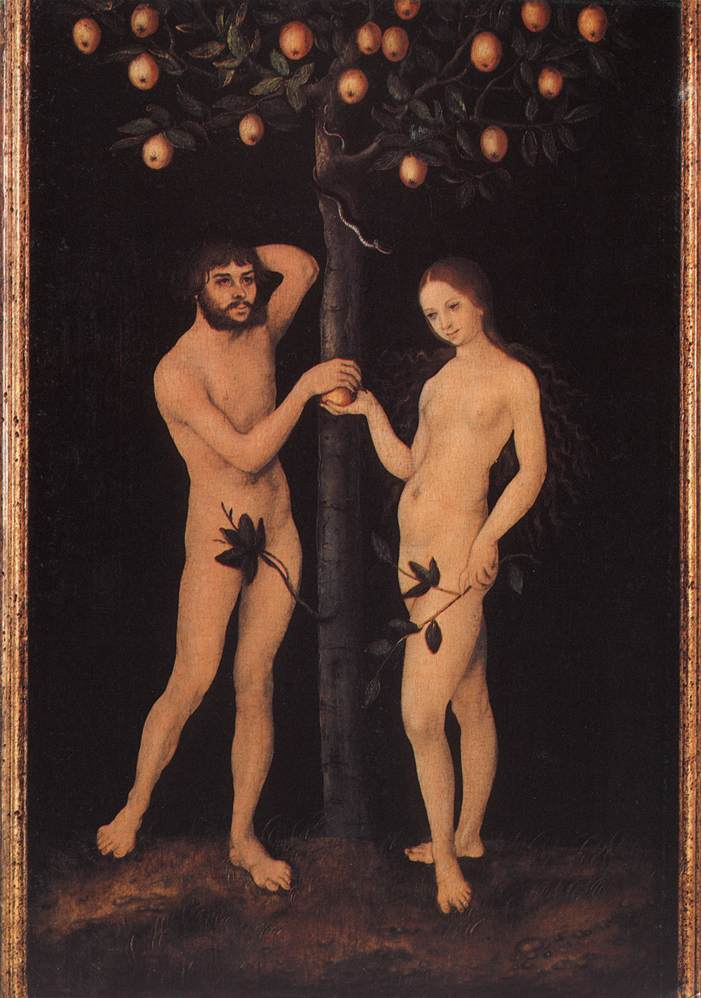
アントワープ王立美術館、1500–1550年
プラハ国立美術館、1538年ごろ